# 松野春樹
松野 春樹（まつの はるき、1937年1月24日 - 2008年7月3日）は、山梨県出身の元郵政官僚、元郵政事務次官。

## 来歴・人物
山梨県立甲府第一高等学校を経て、東京大学法学部第2類（公法コース）卒業後、1960年に郵政省に入省。1977年郵政局輸送課長。1979年人事局管理課長、1981年大臣官房経理部主計課長、1983年大臣官房秘書課長、1985年6月電気通信局電気通信事業部長、1988年6月大臣官房長、1989年6月簡易保険局長、1990年6月貯金局長、1992年7月通信政策局長、1993年7月電気通信局長、1994年7月より郵政事務次官を務めた。叙位叙勲は、従三位瑞宝中綬章。
郵政省退官後は、財団法人日本データ通信協会理事長、郵便貯金振興会理事長などを務め、2000年よりNTT代表取締役副社長。日本放送協会経営委員会委員も務める。
2008年7月3日、死去。71歳没。